# ユナイテッド・ステイト・オブ・エレクトロニカ
ユナイテッド・ステイト・オブ・エレクトロニカ（英語: United State of Electronica） は、アメリカ合衆国のシアトル出身の音楽グループである。通称U.S.E（U.S.E.）
「ディスカバリー」期のダフト・パンクを彷彿させる、ヴォコーダーを使ったポップな楽曲が持ち味のバンド。

## 概要
2005年、初来日。同年のフジロックフェスティバルにも出演している。2日目の深夜のレッドマーキーで行われたライブは、大雨続きの同年のフジロックにあって、会場が一体となった非常に盛り上がりを見せるライブとなった。
2009年、約5年ぶりとなるオリジナルアルバム「Love World」をリリース。

## メンバー
- Derek Chan - bass
- Jason Holstrom - guitar
- Carly Nicklaus - vocals
- Amanda Khanjian - vocals
- Jon Khanjian - drums,vocals
- Peter Sali - guitar, vocals
- Noah Star Weaver - Keyboard ,vocoder

## 過去のメンバー
- Shane Tutmarc - bass

## ディスコグラフィ
- Emerald City EP （2002）
- U.S.E （2004）
- Party People Live in Japan （2004）
- Live and Direct from the Emerald City EP （2005）
- Party People EP （2005）
- Love World （2009）